# Star Valley Ranch
Star Valley Ranch è un centro abitato (town) degli Stati Uniti d'America, situato nella Contea di Lincoln nello Stato del Wyoming. Nel censimento del 2000 la popolazione era di 776 abitanti.

## Geografia fisica
Secondo i rilevamenti dell'United States Census Bureau, la località di Star Valley Ranch si estende su una superficie di 32,9 km², tutti occupati da terre.

## Popolazione
Secondo il censimento del 2000, a Star Valley Ranch vivevano 776 persone, ed erano presenti 292 gruppi familiari. La densità di popolazione era di 23,6 ab./km². Nel territorio comunale si trovavano 856 unità edificate. Per quanto riguarda la composizione etnica degli abitanti, il 97,68% era bianco, lo 0,13% era afroamericano, lo 0,77% era nativo, lo 0,26% apparteneva ad altre razze e l'1,16% a due o più. La popolazione di ogni razza ispanica corrispondeva allo 0,39% degli abitanti.
Per quanto riguarda la suddivisione della popolazione in fasce d'età, l'11,5% era al di sotto dei 18, il 2,4% fra i 18 e i 24, il 12,4% fra i 25 e i 44, il 36,1% fra i 45 e i 64, mentre infine il 37,6% era al di sopra dei 65 anni di età. L'età media della popolazione era di 61 anni. Per ogni 100 donne residenti vivevano 101,0 uomini.